# ジョン・ハリス (編集技師)
ジョン・ハリス（Jon Harris, 1967年7月11日 - ）は、イングランドの編集技師、映画監督、特殊効果スタッフ。

## 経歴
1990年代から主に編集技師として映画製作に係わり、2005年の『ディセント』では英国インディペンデント映画賞編集賞を受賞した。2009年には続編の『ディセント2』で初めて監督を務めた。
2010年にはダニー・ボイル監督の『127時間』の編集を手掛け、アカデミー編集賞などにノミネートされた。

## フィルモグラフィ

### 監督
- ディセント2 The Descent Part 2 (2009)

### 編集
- Holiday Romance (1998)
- Comedy Lab (テレビ、1999 - 放送中)
- The Second Death (2000)
- スナッチ Snatch. (2000)
- リプリーズ・ゲーム Ripley's Game (2002)
- Occasional, Strong (2002)
- Dot the i ドット・ジ・アイ dot the i (2003)
- The Calcium Kid (2004)
- レイヤー・ケーキ Layer Cake (2004)
- Long Way Round (テレビ、2004–2005)
- The Banker (2004)
- ディセント The Descent (2005)
- Being Cyrus (2005)
- Starter for 10 (2006)
- スターダスト Stardust (2007)
- バイオレンス・レイク Eden Lake (2008)
- The Pond (2008)
- ディセント2 The Descent Part 2 (2009)
- キック・アス Kick-Ass (2010)
- 127時間 127 Hours (2010)
- ウーマン・イン・ブラック 亡霊の館 The Woman In Black (2012)
- トランス Trance (2013)
- ギリシャに消えた嘘 The Two Faces of January (2014)
- T2 トレインスポッティング T2 Trainspotting (2017)
- イエスタデイ Yesterday (2019)
- キングスマン:ファースト・エージェント The King's Man (2021)

### 編集補佐
- The Turnaround (1995)
- When Saturday Comes (1996)
- The Secret Agent (1996)